# Tristaniopsis vieillardii
Tristaniopsis vieillardii är en myrtenväxtart som beskrevs av Adolphe-Théodore Brongniart och Jean Antoine Arthur Gris. Tristaniopsis vieillardii ingår i släktet Tristaniopsis och familjen myrtenväxter. IUCN kategoriserar arten globalt som sårbar. Inga underarter finns listade i Catalogue of Life.